# Jules Corneille Charles van Bommel
Jhr. Jules Corneille Charles van Bommel (Huize De Paauw, Wassenaar, 1 september 1819 - Bergharen, 15 februari 1855) was een Nederlands burgemeester.

## Biografie
Van Bommel werd geboren als telg uit het adellijke geslacht Van Bommel en zoon van jhr. mr. Gerard(us) Andreas Martinus van Bommel (1770-1832), raad, wethouder en burgemeester van Leiden, en diens derde echtgenote Cornelia Maria Petronella van der Kun (1784-1832). Hij studeerde medicijnen te Leiden maar maakte die studie niet af. In februari 1853 werd hij benoemd tot burgemeester van Bergharen, Horssen en Batenburg. Hij bleef dat tot zijn plotselinge overlijden in 1855. Hij was ongehuwd.